# قرار مجلس الأمن التابع للأمم المتحدة رقم 154
قرار مجلس الأمن التابع للأمم المتحدة رقم 154، الذي اعتمد في 23 أغسطس 1960، بعد النظر في طلب جمهورية أفريقيا الوسطى للانضمام إلى عضوية الأمم المتحدة، أوصى المجلس الجمعية العامة بقبول جمهورية أفريقيا الوسطى.
واعتمد القرار بالإجماع.